# Segelfluggelände Hellingst

i7
i11
i13
Das Segelfluggelände Hellingst liegt im Ortsteil Hellingst der Gemeinde Holste im Landkreis Osterholz in Niedersachsen, etwa 800 m südlich der Ortsmitte von Hellingst.

## Flugbetrieb
Das Segelfluggelände ist mit einer 845 m langen und 30 m breiten Start- und Landebahn aus Gras (Richtung 13/31) ausgestattet. Es besitzt eine Betriebszulassung für Segelflugzeuge, Gleitsegel und Hängegleiter. Der Start von Segelflugzeugen, Gleitsegeln und Hängegleitern erfolgt per Windenstart. Der Halter und Betreiber des Segelfluggeländes ist der Luftfahrtverein Unterweser e. V. Der Platz wird auch vom Drachen- und Gleitschirmfliegerclub Weser e. V. benutzt.